# 두칼라압다 지방

두칼라압다 지방

두칼라압다 지방(아랍어: دكالة عبدة, 프랑스어: Doukkala-Abda)은 모로코를 구성하던 16개 지방 가운데 하나로 모로코 중서부에 위치했다. 행정 중심지는 사피이며 면적은 13,285km2, 인구는 1,984,039명(2004년 기준)이다. 2개 주(엘자디다 주, 사피 주)를 관할했다. 2015년에 실시된 행정 구역 개편에 따라 폐지되었다.